# ストロング・マシーン
ストロング・マシーン（Strong Machine）は、覆面レスラー。
「ストロング・マシーン」および「マシーン軍団」の名称については資料により「ー（長音符）」のない「ストロング・マシン」「マシン軍団」など表記の揺れが存在しているが、本稿では表記されることが多い「ストロング・マシーン」および「マシーン軍団」として記述する。

## 概要
1984年8月、平田淳嗣（当時は平田淳二）が扮する覆面レスラーとして、マネージャーの若松市政とともに新日本プロレスに登場。その後、同じ覆面・コスチュームに身を包んだ2号、3号、4号が「増殖」し、軍団を結成。軍団の消滅後も、平田は「スーパー・ストロング・マシーン」を名乗る一方、同様の覆面をかぶり「○○マシーン（マシン）」を名乗るプロレスラーが国内・海外問わず多数出現し、2019年には平田の実子がストロングマシーン・Jとしてデビューするなど、現在に至るまで系譜が続いている。

### 覆面のデザイン
当初、平田は別の覆面レスラーとしてデビュー予定であったが、権利関係でキャラクターの使用が不可能となる。その際、平田自身が覆面レスラーとしての活動の継続を望み、自身でデザインを考案し覆面を発注した。
デザインは楳図かずおの漫画『笑い仮面』から平田が取り入れたもの。覆面は目と口の部分に2重メッシュ素材 が使われ、外側からは見えない構造になっている。
しかし、2020年に発売された作家の瑞佐富郎の著作『さよなら、プロレス 〜伝説の23人のレスラー、その引退の真実と最後の言葉〜』で「ジョージ高野がコブラ（高野がマスクマンだった時のリングネーム）のプライベートマスクとしてデザインした2案の中から「笑い仮面」を模したものを平田が拝借した」と明記されていたので、実は平田自身のデザインではなく元々はジョージ高野のデザインを平田が取り入れたことが判明している。

### 影響
若松は1960年代よりアメリカマットで活動していたジ・アサシンズなどを手本に、「同じデザインの覆面、コスチュームによるレスラー軍団」を構想。またマシーン（機械）ゆえの大量生産という意味合いもある。日本ではマシーン軍団が先駆者となり、その後も海賊男や魔界倶楽部、さらには宇宙パワー、マミーなど、広くインディーに至るまで、同様の軍団を生み出している。
目も口元も隠れる無機質なデザイン、コスチュームもシングレットと意図的に無個性を演出ながら、増殖、複数人いるということで逆に個性となり、不気味さや面白さを醸し出した。複数人いることで反逆、分裂劇などもドラマ性も起こすことができ、ライターの高崎計三はプロレスにおける大発明であったと記している。

## オリジナル（ストロング・マシーンズ、マシーン軍団）

### 略歴
1984年8月24日、新日本プロレス後楽園ホール大会にて、「謎の怪覆面」とマネージャーの若松が初登場。当初は覆面の上から目出し帽を被り、正体を明かしていなかったが、8月31日南足柄市総合体育館大会にて覆面とリングネーム「ストロング・マシーン」を公開（リングネームは若松がその場で即興で付けた）。マシーンは若松に操られているという設定で、9月7日福岡スポーツセンター大会のアントニオ猪木とのシングルマッチでデビューする。なお、同日同じデザインの覆面とコスチュームに身を包んだ2号が出現し、セコンドに付く。後にタッグチームとなり、これによりストロング・マシーンの呼称もストロング・マシーン1号となった。また、同年11月1日の東京体育館大会には、3人目が出現し乱入したが、その後試合に出場することはなかった。
翌1985年1月1日、赤のコスチュームで3号・4号が増殖、1号・2号は黒のコスチュームで登場。のちに全員が黒のコスチュームとなる。外見上は見分けがつかないため、試合中にレフェリーの目を盗んで入れ替わるトリックプレイを用いた。当時の実況アナウンサーだった古舘伊知郎は、若松を「悪の羊飼い」「地獄のお茶の水博士」、マシーン軍団を「戦慄の殺戮マシーン」「暗黒増殖集団」「戦う金太郎飴軍団」などと形容した。なお、メンバーの増加にともない、試合開始前のリングアナウンサーのコールも「ストロング・マシーンズ」と一括で行われるようになった。
その後、4月18日両国国技館大会で1号が藤波辰巳と対戦（この試合より覆面を銀色に変更）するも、若松の粉攻撃の誤爆から仲間割れ。5月13日大分県立総合体育館大会にて、1号はスーパー・ストロング・マシーンと改名してベビーフェイスに転向（直後の5月17日、熊本県立総合体育館大会にて藤波の「お前は平田だろ!」事件が起きる）。それに対抗するように、同月18日後楽園ホール大会で若松はスーパー・ストロング・マシーンの除名を宣言、以後2 - 4号は覆面を金色に変更した。8月1日両国国技館大会、スーパー・ストロング・マシーンは3号とのシングルマッチに圧勝（１分28秒エビ固め）すると、ほどなくして新日本プロレスを離脱し、マシーン軍団も自然消滅した。

### メンバー
ストロング・マシーン（ストロング・マシーン1号、スーパー・ストロング・マシーン、ブラック・ストロング・マシーン）
正体は平田淳嗣。一時期覆面を脱いだこともあったが、2018年の引退までキャリアの大半をストロング・マシーンとして戦った。また、同様の他の軍団にも一部関わっている。
マシーン軍団初期には、平田と同じくカナダ・カルガリーのスタンピード・レスリングにて海外修行を行っていたヒロ斎藤も行動を共にしていた。
ストロング・マシーン2号
正体は力抜山のリングネームで新日本プロレスに参戦し、国際プロレスにも出場したことのある韓国人レスラーの梁承揮（ヤン・スンヒー）。リングシューズが同じであることや、得意技であるコーナー最上段からのローリング・ソバットを国際プロレス時代に使用していたことなどにより、登場当時から力抜山正体説が有力視されていた。当時のリングアナウンサーである田中秀和も、自身のブログにて正体が彼であることを証言している。
1号とは抜群のコンビネーションを誇り、1号が相手をマットから浮かせてホールドし、2号がコーナートップからダイビング・ギロチン・ドロップを放つ連携を得意とした。
ストロング・マシーン3号
正体は時期により2人いる。
ひとりは1984年11月1日に姿を見せたダニー・クロファット。若松や平田とカルガリーで一緒であり、3号となる予定だったが、風邪で体調を崩し体重が10kgほど落ちていたため、同日の東京体育館におけるアントニオ猪木対2号のシングルマッチへの乱入のみで終わった。
もうひとりは、1985年1月1日に合流した元国際プロレス（のちフリー）のヤス・フジイ。長身のベテランレスラーで老練なレスリングをみせた。また平田にタッチワークなどの指導も行った。
ストロング・マシーン4号
正体は小錦の10人兄弟姉妹の長兄ラトウ・アティサノエが扮していたが、プロレスの経験はなかったという。
当時の新日本プロレスは、最大でも6人タッグマッチが主流であったため、4号が正式に試合をしたことはほとんどない。
当時の新日本プロレスはヒロ佐々木（ミスター空中の兄で、同時期に猪木と異種格闘技戦を行った小錦の兄アノアロ・アティサノエのマネージャー）と密接で、リア・メイビア（ピーター・メイビアの未亡人であり、ザ・ロックことドウェイン・ジョンソンの祖母）がハワイにて主宰していたポリネシアン・パシフィック・レスリングとも提携しており、ヤス・フジイも当時ハワイに居住していたことから、3号と4号はハワイのルートによる人選だったとされる。

## 外国人選手による軍団
スーパー・ストロング・マシーンの離脱直後、8月開幕のシリーズ『チャレンジ・スピリット'85』において、アンドレ・ザ・ジャイアントがジャイアント・マシーン、マスクド・スーパースターがスーパー・マシーンに変身して若松と共闘。アンドレは自ら志願して変身したという（実際はギミックとして、レフリーのミスター高橋がアンドレに依頼した）。しかし、変身はこのシリーズのみに終わる。
このアングルは、当時すでに新日本との業務提携を解消していたWWFにも注目され、ジャイアント・マシーンとスーパー・マシーンは「日本出身」という設定のもと、ビッグ・マシーン（ブラックジャック・マリガン）を加えた覆面ユニットとして1986年下期にWWFに登場した。マネージャーはキャプテン・ルー・アルバーノが務め、ハルク・マシーン（ハルク・ホーガン）、パイパー・マシーン（ロディ・パイパー）、クラッシャー・マシーン（クラッシャー・リソワスキー）、アニマル・マシーン（ジョージ・スティール）なども単発的にメンバーに加わった。
WWFの放送内でマシーン軍団を統べる若松の名前が言及されており、若松自身もアンドレからWWF行きを誘われたが、テレビ朝日との契約があること と、国際プロレス時代から世話になっている吉原功や永里高平への恩義 から断った。

## T2000マシンズ
2000年に新日本プロレスに出現した軍団。TEAM 2000の総帥・蝶野正洋が導入した。
2000年10月9日の新日本プロレス東京ドーム大会『Do Judge!!』において、蝶野のパートナーにMr.Tを名乗る覆面レスラーが出場（正体は後藤達俊）。同月29日神戸ワールド記念ホール大会では、Mr.Tから改名したT2000マシンとスーパー・ストロング・マシンの一騎討ちが組まれたが、もうひとりのT2000マシン（正体は小原道由）の乱入や、もうひとりのスーパー・ストロング・マシンの出現で混乱。この試合で、T2000マシンは自ら覆面を脱ぎ捨て、正体が後藤であることを明かした。
T2000マシンズは、同年のG1タッグリーグにも出場したが、明らかに後藤ではない外国人選手が2号に扮したり（後に再度後藤と入れ替わる）、同士であるはずのTEAM 2000・テンコジの仲間割れを誘発したり、3人目のT2000マシンが乱入して蝶野・ノートン組にイス攻撃やセントーンを見舞った一方で、土壇場でT2000マシン1号の足をすくい妨害するなど、リーグ戦を引っかき回した。
なお翌2001年、新日本プロレス公認フィギュア「SUPER STAR FIGURE COLLECTION」シリーズにおいて、後藤と小原のフィギュアが発売されたが、どちらもワンショルダーのタイツ姿で、T2000マシンの覆面が付属していた。
また、同年小原がPRIDE.17に参戦した際、セコンド全員がT2000マシンの覆面をかぶっていた。

## ラブマシンズ
2004年秋に全日本プロレスに出現した軍団。
スーパー・ラブ・マシンとラブ・マシン・ストームを中心に結成。メンバーも増殖し、同年の世界最強タッグ決定リーグ戦には2チームを送り込んだが、2005年チャンピオン・カーニバル中にラブ・マシン・ストームが覆面を脱ぎ、消滅した。

## ストロングマシーン軍団（DRAGON GATE）
2019年3月8日、DRAGON GATEが会見を行い、4月10日の後楽園ホール大会にて「ストロングマシーン・J」のデビュー及び「ストロングマシーン軍団」の登場を発表。会見にはスーパー・ストロング・マシーンも同席し、ストロングマシーン・Jが自身の実子であることを明かした。また新日本プロレスの許諾も得ており、デビュー戦にはマネージャーとして若松も帯同した。
同年ストロングマシーン・J個人は無敗を誇り、トリオとしても7月21日に第65代オープン・ザ・トライアングル・ゲート王者に輝いたが、12月15日に失冠。折から団体内で世代闘争が勃発していたこともあり、12月19日にストロングマシーン・J個人としてドラゴンゲート世代への加入を宣言、軍団としての恒常的な活動には終止符が打たれた。
その後も2021年にJが長期欠場から復帰する際に再度集結したり、新マシーンを投入するなど、散発的に結集している。

### メンバー
ストロングマシーン・J
正体は平田の実子（Jの由来はジュニア）だが、本名や素顔は明かされていない。
すでに社会人であったが、父の引退試合を契機にプロレスラーへの転身を決意。また「軽量級が輝いて見えたから」との理由で、DRAGON GATEの門を叩いた。
得意技は父直伝の魔神風車固め。だが、父からそれ以外の指導は一切受けていないという。
ストロングマシーン・F
ストロングマシーン軍団の一員。
ストロングマシーン・G
ストロングマシーン軍団の一員。
ストロングマシーン・K
2021年9月8日より参加したストロングマシーン軍団の一員。正体は近藤修司。

## その他のマシーン
100％マシーン、150％マシーン、200％マシーン
安生洋二が率いる 「ザ・ゴールデン・カップス」のメンバーが扮した。
スーパー・ストロング・カシン
2000年12月2日、新日本プロレス徳島市立体育館大会で開催されたIWGPジュニアタッグ王座選手権試合にて、挑戦者組の高岩竜一が扮したマスクマン。 スーパー・ストロング・マシンとケンドー・カシンのハーフマスク。なおパートナーはケンドー・カシンで、こちらもほぼ同デザインのハーフマスクだった。
スーパー・ぬるま湯・マシーン
2003年、全日本プロレス在籍時の奥村茂雄が扮した。敵対するターメリック・ストームから「ぬるま湯に浸っている」と揶揄されていたが、逆手にとって奥村は「ぬるま湯振興会」を名乗った。それにちなんでファン感謝デーで変身した。ストロング・マシーンのマスクに浴衣を着用、木桶と手拭いを持ち「いい湯だな」を入場テーマにして登場した。
スーパー・"S"・マシーン
2009年のプロレスリング・ノアの丸藤正道主催興行「不知火 為虎添翼 〜添ノ巻  miss you〜」に本家スーパー・ストロング・マシーンのタッグ・パートナーとして初登場。事前に名前だけ明かされていたが、正体は不明だった。試合で杉浦貴の得意技のオリンピック予選スラムなどを繰り出し、正体は杉浦貴であることが濃厚となった。"S"は杉浦貴のイニシャル、および「スモール」の意味。
スーパー・ササダンゴ・マシーン
マッスル坂井が扮する、亜流のストロング・マシーン。
S・S・マシン・エース、S・S・マシン・バッファロー、S・S・マシン・ジャスティス、S・S・マシン・ドン、S・S・マシン・No.69
2018年6月19日の新日本後楽園ホール大会にて行われた「スーパー・ストロング・マシーン引退記念試合」において結成された新生マシン軍団。
スーパー・ストロング・スターダム・マシーン
2020年3月8日、新型コロナウイルスの影響により無観客試合になったスターダム・後楽園ホール大会第1試合に登場。以降はスターダムのビッグマッチのバトルロイヤルにスターダム・マシーンズ（スーパー・ストロング・スターダム・マシン、スーパー・ストロング・スターダム・ビッグ・マシン、スーパー・ストロング・スターダム・ジャイアント・マシン）が不定期に登場している。

## その他
レイジング・スタッフ
スーパー・ストロング・マシーンが在籍した軍団。
前身の「ブロンド・アウトローズ」より改名の際、マシーン以外のメンバー（後藤達俊、ヒロ斎藤、保永昇男）も覆面をかぶったが、デザインは個々で微妙に異なっていた。
桜庭和志
プロレスラー、総合格闘家。
PRIDE出場時、オレンジ色のストロング・マシーン風の覆面をかぶり入場したことがあり、ブレイクのきっかけとなった。
しゃちほこマシーンズ
2000年、闘龍門2000プロジェクトに出現した軍団。ストロング・マシーンと覆面のデザインは異なるが、「同じデザインの覆面・コスチュームによるレスラー軍団」というコンセプトは踏襲している。
魔界倶楽部
星野勘太郎が総裁を務めた軍団。
マシーン軍団同様の「同じデザインの覆面・コスチュームによるレスラー軍団」であり、魔界1号 - 5号までのメンバーが存在したが、覆面のデザイン自体はかなり異なる。魔界1号の正体は平田。
怪覆面X（ジャパンプロレス）
1984年12月4日、高松市民文化センターで開催された「ジャパンプロレスリングチャリティー興行 プロローグ 維新の夜明け」に登場。マシーン軍団に似た赤覆面であった。メインイベントに乱入してきた怪覆面Xは長州力と対戦、わずか95秒で敗れている。その正体は明かされていないが、全日本の渕正信説が有力である。
チーム・ジャパン
新日本プロレスにて「アマレス三銃士」と呼ばれたケンドー・カシン、永田裕志、中西学に藤田和之が加わった軍団。
2005年6月19日のお披露目の際、山本小鉄およびスーパー・ストロング・マシーンと揃って全員マシーン風のマスクを被り登場した。

## メディア
1985年6月、若松のシングルレコード『俺はKYワカマツだ 檄!』が発売。B面には「ストロング・マシーン We are No.1」が収録されている。この曲は、若松に浴びせられた「カ・エ・レ! カ・エ・レ!」のコールで始まり、英語のラップ風歌詞の上から「ストロング・マシーン! ウィーアーナンバーワン!」「ゴー・マシン・ゴー! ゴー・マシン・ゴー!」という若松のシャウト連呼がひたすら続くというもの。
2009年10月12日のNHK-FM『今日は一日プロレス・格闘技テーマ曲三昧』において、当時のIWGPヘビー級王者中邑真輔のリクエストにより放送された。